# Same Heart
A Same Heart (magyarul: Ugyanaz a szív) egy dal, amely Izraelt képviselte a 2014-es Eurovíziós Dalfesztiválon. A dalt a izraeli Mei Feingold adta elő héber–angol, kevert nyelvű verzióban.
A dalt 2014. március 5-én választották ki az izraeli nemzeti döntőben.
A dalt Koppenhágában először a május 8-i második elődöntőben adták elő, fellépési sorrendben másodikként a máltai Firelight együttes Coming Home című dala után, és a norvég Carl Espen Silent Storm című dala előtt. A szavazás során 19 pontot szerzett, amivel a 14. helyen végzett - ez nem volt elegendő a döntőbe jutáshoz.

## Külső hivatkozások
- Dalszöveg
- A Same Heart című dal videóklipje
- A dal első próbája a koppenhágai színpadon
- A dal második próbája a koppenhágai színpadon
- A dal előadása az Eurovíziós Dalfesztivál második elődöntőjében